# Nazionale maschile di rugby a 15 della Lettonia
La squadra nazionale di rugby XV della Lettonia (Latvijas regbija izlase) riunisce i migliori giocatori di Rugby XV della Lettonia. La Lettonia non ha mai partecipato alla coppa del mondo, ma partecipa regolarmente al Campionato europeo per Nazioni di rugby, dove è attualmente inserita nella 2ª divisione poule A.